# C.D. Datileros de San Luis RC
Club Deportivo Datileros de San Luis Rio Colorado es un equipo de fútbol profesional mexicano de la ciudad de San Luis Río Colorado, en el estado de Sonora, que juega en la Tercera División de México, conocida como Liga TDP. 
Es el segundo equipo profesional en la historia de la ciudad, después de Indios Cucapá F.C., equipo que jugó en Liga TDP 14 años antes que Datileros.
Es uno de los seis equipos que representan al estado de Sonora en la liga, junto a Cimarrones de Sonora "B", Xoloitzcuintles de Tijuana - Hermosillo, Club Deportivo Etchojoa, OBSON Dynamo F.C. y Soles de Sonora.

## Historia

### Antecedentes del fútbol profesional en San Luis Río Colorado
La presencia del fútbol profesional en San Luis Río Colorado se remonta a mediados de la temporada 2008-09, cuando el club Cachanillas de Mexicali trasladó su localía al Estadio México 70 de esta ciudad durante su segunda etapa en la Tercera División de México. El equipo permaneció en San Luis Río Colorado hasta el año 2010, cuando adoptó el nombre de Indios Cucapá FC, en alusión al pueblo indígena cucapá, cuya presencia histórica está ligada a la región del noroeste de México.
Como Indios Cucapá F.C., el club continuó participando en la Tercera División Profesional y representó oficialmente a San Luis Río Colorado durante cuatro temporadas consecutivas, entre 2010 y 2014. A lo largo de ese periodo, el equipo tuvo un desempeño modesto.
Tras finalizar la temporada 2013–14, el equipo desapareció del circuito profesional, dejando a San Luis Río Colorado sin representación en el fútbol federado durante una década. No fue sino hasta 2024 cuando la ciudad recuperó presencia en el balompié profesional con la fundación del Club Deportivo Datileros de San Luis RC. El único registro oficial con el que se cuenta de la existencia de Indios Cucapá es su ficha en la pagina oficial de la Liga MX.

### Fundación y primeros años (2024-presente)
El club fue presentado oficialmente el 21 de febrero de 2024, con el objetivo de representar a San Luis Río Colorado, Sonora, en el fútbol profesional y promover el crecimiento deportivo de la región. En marzo de 2024, realizaron visorias que atrajeron a más de 90 aspirantes en su primer llamado, y establecieron un programa de fuerzas básicas para niños de 4 a 13 años.
Para la temporada 2024-2025, Datileros se unió oficialmente a la Liga TDP. El equipo debutó profesionalmente el 28 de septiembre de 2024, visitando a Cachanillas FC, encuentro que resultó en victoria para el conjunto mexicalense. La primera victoria se dio una semana después, durante el debut local del club contra Búhos FC, el 5 de octubre de 2024. Al término de su temporada debut, Datileros de San Luis Río Colorado logró clasificarse por primera vez a la liguilla. El equipo alcanzó los dieciseisavos de final, instancia en la que se enfrentó a los Titanes de Querétaro. A pesar del esfuerzo mostrado durante la eliminatoria, el conjunto sonorense fue superado con un marcador global de 5-3, quedando eliminado de la competencia.

## Estadio
Datileros de San Luis Río Colorado disputa sus partidos como local en el Campo "El Musical" , ubicado en la ciudad de San Luis Río Colorado, Sonora. El recinto es una instalación de carácter municipal y cuenta con una capacidad aproximada para 1,000 espectadores. Su infraestructura es sencilla pero funcional, con gradas, alumbrado artificial y servicios básicos para los equipos.

## Identidad

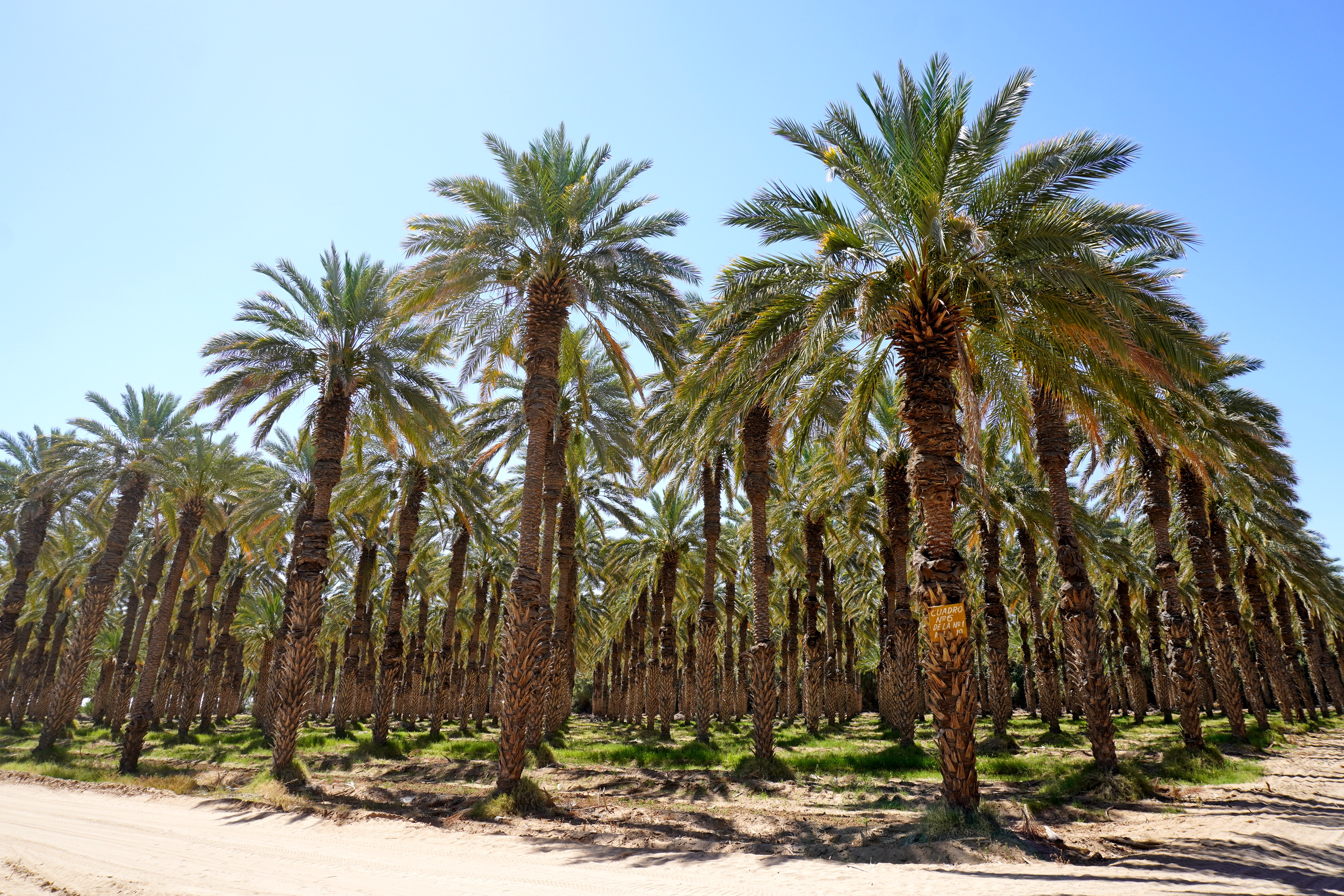
Plantación de Dátil en San Luis Rio Colorado.

El nombre Datileros hace referencia directa a una de las actividades agrícolas más representativas de San Luis Río Colorado: el cultivo de dátiles. La región, ubicada en el noroeste del estado de Sonora y en la frontera con Estados Unidos, cuenta con un clima desértico ideal para el crecimiento de palmas datileras, convirtiendo al cultivo y comercialización del dátil en una fuente importante de empleo e identidad local.
Al adoptar este nombre, el club busca rendir homenaje a las raíces productivas de la comunidad y fortalecer el sentido de pertenencia con la ciudad. La elección del término “Datileros” no solo evoca el trabajo del campo y la tradición agrícola del municipio, sino que también funciona como un símbolo de orgullo regional, resaltando la conexión del equipo con su entorno social y económico.

## Temporadas
| Temporada | División           | Posición       |
| --------- | ------------------ | -------------- |
| 2024/25   | 5.Tercera División | 4.º Grupo XVII |